# 埃里克·默多克
埃里克·劳埃德·默多克（英語：Eric Lloyd Murdock，1968年6月14日—），美国NBA联盟前职业篮球运动员。他在1991年的NBA选秀中第1轮第21顺位被犹他爵士选中。